# Karl-Christoph Kuhn
Karl-Christoph Kuhn (* 29. Oktober 1953 in Ellwangen/Jagst) ist ein deutscher römisch-katholischer Theologe aus der Tübinger Ethik-Schule von Alfons Auer. Er ist außerplanmäßiger Professor am Lehrstuhl für Kirchenrecht an der Universität Tübingen.

## Leben
Karl-Christoph Kuhn wurde als zweites von sechs Kindern von Anneliese Kuhn geb. Salenbauch und dem Bezirkskaminmeister Hermann Kuhn geboren. Nach dem Abitur 1973 im Kolleg der Jesuiten in St. Blasien leistete er 1973 bis 1975 als Soldat auf Zeit seinen Wehrdienst. Er studierte von 1975 bis 1980 katholische Theologie in Tübingen und Rom. 1980 erwarb er das Theologie-Diplom mit Schwerpunktfach Ethik in Tübingen. Die Diplomarbeit mit dem Thema „Die Legitimation der Grundwerte“ schrieb er bei Alfons Auer.
Ab 1978 war er wissenschaftlicher Mitarbeiter, von 1980 bis 1985 wissenschaftlicher Angestellter am Kirchenrechts-Lehrstuhl bei Richard Puza der katholisch-theologischen Fakultät der Universität Tübingen. Begleitend war er 1983 bis 1987 als Anwalt am kirchlichen Gericht (Offizialat) der Diözese Rottenburg-Stuttgart tätig. 1989 promovierte er dort im Fach Kirchenrecht mit der Arbeit „Kirchenordnung“ als Entwurf eines ökumenischen Rechtsethik-Reformmodells zum Dr. theol. Im gleichen Jahr war seine Habilitationsschrift (zu Grundfragen kirchlicher Rechtsprechung) fertiggestellt, die 1990 im Schulstreit mit dem Rückzug der Habilitationsschrift endete.
Von 1992 bis 2005 arbeitete er als Dozent an der Universität Ulm. Dort war er von 1992 bis 1997 Lehrbeauftragter für Philosophie/Ethik im Humboldt-Studienzentrum und von 1994 bis 2005 Dozent im Zentrum für allgemeine wissenschaftliche Weiterbildung. Von 1992 bis 2000 begründete und leitete er dort im Studium Generale die Seminare „Rhetorik Diamant“ als neues Modell der Führung durch ganzheitlich-wirklichkeitgemäße Sprachverantwortung.
Ab 1974 entwickelte und praktizierte er sogenannte Selbstheilungsexerzitien („Logethopathie“). Seit 1992 arbeitete er diese Heilmethode philosophisch und medizinisch auf. In Folge entwickelte und leitete er 1999 bis 2001 den allgemeinmedizinischen Forschungsbereich „Salutogenese und kommunikative Verantwortung“ an der Universität Ulm im Auftrag des Leiters der Abteilung Allgemeinmedizin, Hans-Peter Zeitler. Als Chair-Coach und Dozent entwickelte Kuhn dabei auch die neuen Wahlpflicht-Module „Sprach- und Sprechverantwortung“ und „Körpersprache in der Medizin“. Zur Weiterentwicklung des Paradigmas der neuen „Salutogenese“-Perspektive der Medizin trug er das Konzept „Anamnese-Logethopathie“ bei.
Von 1996 bis 2002 war er MBA-Seminarleiter im Bereich „Persönlichkeit und Führung“ der Steinbeis Akademie für Unternehmensführung in Herrenberg (seit 1999 Steinbeis-Hochschule Berlin), sowie Mitglied des Lehrkörpers des MBA-Studienganges der kooptierten Donau-Universität Krems.
2002 ermöglichte ihm ein privates Stipendium  die Fortsetzung seines Habilitationsweges, den er im Januar 2006 erfolgreich abschloss. Kuhn ist seit Dezember 2008 außerplanmäßiger Professor an der katholisch-theologischen Fakultät an der Universität Tübingen. Er arbeitet dort mit den Lehr- und Forschungsschwerpunkten Kirchenrechtethik, Führungsethik und Heilethik.

## Schriften (Auswahl)
- Kirchenordnung als rechtstheologisches Begründungsmodell. Lang, Frankfurt am Main [u. a.] 1990, ISBN 3-631-42093-5; zugleich Dissertation, Universität Tübingen, 1989.
- Mit Goethe und Paracelsus im Bannkreis der Gentechnologie unter dem Anspruch der Menschenwürde (Zeitzeichen TIB 1), Tübingen 1992.
- Kirchenrecht oder Kirchenordnung? In: Concilium. Band 32, 1996, S. 402–409 = Programmschrift zur Reform der Rechts- und Verfassungsstruktur der (Katholischen) Kirche unter dem Anspruch der Menschenwürde. In sieben Sprachen übersetzt von der Zeitschrift Concilium, Sonderausgabe, Tübingen 1998.
- Übersinnliche Phänomene – Anstoß zu einer philosophisch-medizinischen Selbstaufklärung. In: C. Stadelhofer (Hrsg.): Interdisziplinäre Beiträge zur Kommunikation und zum Mensch-Technilk Verständnis (Beiträge zur allgemeinen wiss. Weiterbildung 6), Bielefeld 1998, S. 194–215.
- Salutogenese – Logethopathie (Selbstheilungsexerzitien). und Salutogenese und Anamnese-Logethopathie. In: LernCafe 11 – Medizin und Gesundheit. Internetprojekt des ZAWiW der Universität Ulm 2001, Online-Version.
- Grundsatzfragen kanonischer Rechtsprechung in ausgewählten Anwendungsbezügen. Ein Beitrag zur fundamental- und moraltheologischen Vermittlungshermeneutik der Kirchenordnung. Habilitationsschrift, Selbstverlag, Tübingen 2006.
- Vorrang pastoraler oder alter dogmatischer Kirchenstruktur? Zur Rangeinstufung des Pastoralkonzils. Teil I und II, In: Schweizerische Kirchenzeitung. 2010, Heft 4, S. 79–86 und Heft 5, S. 113–116.
- Herausgabe der neuen Reihe Ordo dignitatis. Kirchen-Recht-Ethik im Lit-Verlag/Münster.